# Замок Баллібаніон
Замок Баллібаніон (англ. Ballybunion Castle, ірл. Caisleán na Bale Bonan) — один із замків Ірландії, розташований в графстві Керрі, у 8 милях на захід від селища Лістовел. На початок ХХІ сторіччя замок лежить в руїнах. Руїни стоять на вершині скелі на березі моря з видом на піщаний пляж. Замок та селище біля замку називається на честь родини Баніан (Бонан).

## Історія замку Баллібаніон
Замок Баллібаніон був побудований на місці давньої ірландської фортеці клану О'Коннор. Камінь для будівництва був добутий у місцевій каменоломні. Кам'яні блоки, з яких будували замок випилювалися зі скель вручну. Замок і вежа мали чотири поверхи та склепінчасті перекриття. Замок мав спіральні сходи закручені проти годинникової стрілки — унікальна побудова для Ірландії. Можливо, це пояснюється тим, що тодішній володар замку був шульгою і йому було зручніше вести бій на мечах чи шпагах саме на таких сходах. Доступ на дах був через дерев'яні сходи. У замку були великі підземелля з запасом продуктів на випадок облоги. Археологічні розкопки показали, що біля замку було поселення ще в часи залізної доби. Є легенда, що розчин для мурів замку замішували на крові волів.
Замок Баллібаніон було побудовано близько 1500 року феодалами Геральдінами (Джеральдинами) гілки Джеральдинів західного Лімеріку. Замок будувала родина ФітцМоріс, що були лордами Керрі і що мали резиденцію в Лікснау. Джеральдини призначили каштелянами замку родину Баніан. У середині XVI століття замок перейшов у власність родини Баніан. Замок зруйнував двічі лорд Керрі — в 1582 та в 1583 роках. На той час замок і землі навколо нього контролював Вільям Ог Баніан. Його землі і замок були конфісковані за те, що він підтримав повстання Демсондів. Замком деякий час володів Томас ФітцМоріс — відомий бунтар свого часу. Землі і замок у нього конфіскував король Англії Джеймс І після повного завоювання Ірландії Англією. У 1612 році замок знову повернувся у власність родини ФітцМоріс.
Замок і землі Баллібаніон отримав у власність лендлорд Річард Гар у 1783 році. У 1900 році замок і землі перейшли у власність земельного комітету. У 1923 році замок став пам'яткою історії та архітектури Ірландії національного значення. У 1960 році замок і землі навколо нього перейшли у власність місцевої ради. У 1987 році в замку були виявлені невідомі раніше підземні ходи. Взимку 1998 року замок був вражений блискавкою і верхня частина замку була зруйнована.
Починаючи з 1800 року місцевість біля замку стала відомим і популярним курортом. Біля замку є відомі живописні скелі.